# Приходько Микола Тарасович
Приходько Микола Тарасович (рос. Приходько Николай Тарасович) (1920—1943) — диверсант-розвідник партизанського загону Мєдвєдєва часів радянсько-німецької війни (1941-1945рр). Кур'єр особливого призначення. Зв'язковий  Миколи Кузнєцова на Рівненщині до 1943 року. Герой Радянського Союзу (1943, посмертно). Партизанське псевдо «Павленко».

## Біографія

### Ранні роки
Микола Тарасович Приходько народився 13 квітня 1920 року (за іншими даними 22 травня) в м. Здолбунів в тодішній Річі Посполитій, у багатодітній родині, яка мешкала в будиночку поблизу залізниці (праворуч від будинку-музею М. Т. Приходька та залізничної переїзної будки). Восени 1939 року вулиці дали ім'я Ф. Дзержинського. До сьогодні цей будинок не зберігся.
Батько Миколи — Тарас Панасович працював обхідником залізничної колії, мама — Наталія Антонівна — також працювала на залізниці. Коли Миколі виповнилося три роки, мама померла. Згодом Тарас Панасович одружився вдруге, а багатодітна родина налічувала вже дванадцятеро дітей. Родина жила бідно. Миколі довелося кинути навчання і працювати в наймах у багатших земляків в селі Глинськ, що між Дубном і Здолбуновим.
Після відходу у 1921 році території, де розміщений Здолбунів, до Речі Посполитої, згодом до Здолбунова було перенесено і повітовий центр з Острога (тоді знаходився на польсько-радянському кордоні).
Річ Посполита прододила активну політику деукраїнізації і полонізації населення, що вкупі із впливом робітників-комуністів справила враження на юнака. Не зважаючи на юрби голодних «східняків», що сунули до кордону за шматком хліба в 1933, прихід Червоної армії у вересні 1939 родина Приходьків сприйняла як добрий знак.
Згідно з офіційною біографією часів СРСР, Микола йде працювати вантажником на залізницю. Багато читає, навчається у вечірній школі. Він, за рекомендаціями старих комуністів Чугунова й Удовиченка, одним з перших у місті подає заяву на вступ до абсолютно нового молодіжного формування — комсомолу. Миколу, авторитетного й здібного організатора, призначають позаштатним інструктором Здолбунівського райкому ЛКСМУ. Також юнак працює контролером у клубі залізничників. Оскільки з боку старших земляків нерідко траплялися випадки саботажу «других Совєтів», активний і енергійний юнак за неповних два роки «виріс» з вантажника до начальника забезпечення здолбунівського транспортного вузла. Зрозуміло, що стрімкий злет по кар'єрним щаблях був би неможливий без абсолютної лояльності режиму і співпраці з органами НКВС. Зарахування у мєдвєдєвський загін «Переможців» лише підкреслює таку співпрацю. На відміну від піхоти, за якою можна виставити загородзагін, диверсант, що викинутий в глибокий тил ворога літаком, наданий діяти за своїм вибором. Микола Приходько лишився вірним Радянській владі до останнього подиху і останнього патрона.

### Роки війни
Перший загін гітлерівських мотоциклістів, мешканці Здолбунова побачили 30 червня 1941 року. Передовий загін отримав відсіч і відступив, проте, вже наступного дня за підтримки легких танків, гітлерівці були в місті.
Виконуючи свої обов'язки, Микола активно займається евакуацією на Схід особливо цінних вантажів, і полишає Здолбунів останнім потягом.
Рухаючись на схід в бік залізничного вузла Козятин, потяг був обстріляний німцями поблизу Славути. Приходько та ряд інших пасажирів складу були заарештовані і направлені назад в сторону Здолбунова. Скориставшись непильністю вартових, Микола тікає, перепливає Тетерів на колоді і дістається до лінії фронту. Після чого потрапляє у м.Пензу. Тут його призначають завгоспом-комірником радгоспу № 24 Пензенського райтрансторгхарчу, проте активний енергійний юнак щоразу звертається із проханням направити його на фронт.

### В загоні Медвєдєва

Ця мапа ілюструє описані в статті події. Позначки: 1 - Місце, де стояв бронзовий бюст, присвячений останньому бою Приходька М.Т (викрадений в 1990х) 2 - Місце бою 3 - Грабник, конспіративна квартира Івана Приходька 4 - зараз вул. Драгоманова, на ній була рейхсканцелярія Еріха Коха, зараз Рівненський краєзнавчий музей, і діяв Микола Кузнєцов

Залізнична бронь лишала Приходька певний час в тилу, хоч активіст сам рвався на фронт. Здібності лояльного до радянської влади "западенця" знадобилися НКВС, коли весною 1942 у Підмосков'ї надійшов наказ сформувати оперативну диверсійну групу для диверсійної роботи на Рівненщині. Група викидалася літаками невеликими партіями в район, який німці облюбували як столицю Рейхкомісаріата Україна, під саме місто Рівне, резиденцію гауляйтера Еріка Коха.
До складу загону увійшли кадрові диверсанти з НКВС (майбутнє ядро ГРУ), воїни-іспанці після поразки Республіки в Іспанії; звісно, що загону неможливо було б вільно почуватися без лояльних радянській владі місцевих мешканців, яких не виділяли б поведінка, мова, вирізняло знання місцевості, звичаїв та традицій. За таким принципом до загону потрапили Микола Приходько зі Здолбунова, Микола Гнидюк та Петро Голуб із Ковеля та ряд їхніх земляків з Рівненщини та Волині.
Перша група загону Медвєдєва десантувалася  у травні 1942-го (чотирнадцять осіб). 20 червня з п’ятою групою прибув полковник  Медведєв. 25 липня в розташування загону спеціального призначення приземлилася сьома група, до складу якої,   увійшли Микола Іванович Кузнєцов (для більшості “Переможців” він так і залишився Миколою Васильовичем Грачовим; у німців — обер-лейтенант вермахту Пауль Зіберт), Микола Приходько, Микола Гнидюк, Борис Сухенко, Петро Голуб та лейтенанти Соколов і Волков, яких познайомили з “місцевими”  лише за кілька днів до вильоту.
Діяльність Приходька полягала у здійсненні засідок і захоплення по можливості важливих гітлерівських військових чиновників. Так   на шосе Рівне-Костопіль група радянських партизанів  у формі та з пов’язками шуцполіцаїв на чолі з лейтенантом Паулем Зібертом  підірвала “опель-адмірал”, у якому слідували  двоє високопоставлених офіцерів зв’язку. В полон було взято графа Гаана, начальника відділу зв’язку рейхскомісаріату, та імперського радника зв’язку Райса із Берліна. Серед відібраних у полонених секретних документів найцікавішою виявилася топографічна карта з нанесеними шляхами сполучення й лініями зв’язку німців  на території України, Польщі й Німеччини. Завдяки цим документам та свідченням полонених гітлерівців Москва отримала відомості про точне розташування ставки Гітлера (“Вервольф”) поблизу Вінниці.
В подальшому командування загону довірило Миколі налагодження зв'язків із місцевим населенням Рівного і Здолбунова. З цього моменту Приходько нерідко покидає розташування загону в Лопатені північно-західніше Цумані (тепер межа Волинської і Рівненської областей), і виконує надважливі завдання в столиці Рейхкомісаріата Україна і найважливішому на цих теренах залізничному вузлі в Здолбунові.
До співпраці з партизанами Приходько залучає своїх родичів (тітку Ганну, старшого брата Івана). Квартира Івана в районі Грабника (нині вул. Івана Франка в Рівному) стає першою конспіративною квартирою "Переможців".
Так само в Здолбунові квартира старшої сестри Приходька Анастасії і її чоловіка Михайла стала конспіративною.
Микола Кузнєцов працював у Рівному за документами Пауля Зіберта, офіцера, що займався заготівлею харчування у Людвипільському й Клесівському гебітах під Рівним. Найчастіше у Рівне Кузнєцова супроводжували в якості фірмана Володимир Струтинський, Микола Приходько чи Миколою Гнидюком. В Рівному діяла комендантська година. Якщо розвідники не встигали вчасно залишати столицю, вони лишалися ночувати на квартирі Івана Приходька. З часом Паулю Зіберту пощастило: він мав помешкання безпосередньо в Рівному. Тепер особливого значення набував зв'язок. Партизани влаштували "зелений маячок" — східніше Козлина було обладнане місце, куди один кур'єр діставляв інформацію з Цумані, інший переправляв її до Рівного (біля 20 кілометрів). Від Кузнєцова інформація на Мєдвєдєва передавалась в зворотньому порядку. На етапі Козлин — Рівне таким кур'єром став Микола Приходько.
Діяльність загону "Переможців" і особисто Миколи Кузнєцова наскільки була корисною для радянського керівництва, наскільки шкідливою для окупованого місцевого населення. Мєдвєдівці влаштовували провокації під виглядом бандерівців з метою дескредитації армії УПА, підрив потягів, знищення високопасадовців німецької армії і політичних діячів,— це викликало шаленну ненависть гітлерівців, в заручники бралися кращі люди Рівного і Здолбунова, страчувався певний відсоток з метою залякування населення. В Рівному таким місцем публічної страти була теперішня Театральна площа. Звісно, двояким було і ставлення до партизан місцевого населення.

### Загибель

Обставини загибелі Приходька М.Т. Тут: 1 - Місце, де стояв бронзовий бюст, присвячений останньому бою Приходька М.Т (викрадений в 1990х) 2 - Місце, де до 1990х рр був пам'ятний знак "Місце зустрічі зв'язкових загону Переможці чи Зелений маячок; знищений місцевими мешканцями с.Козлин 3 - Грабник, конспіративна квартира Івана Приходька 4 - зараз вул. Драгоманова, на ній була рейхсканцелярія Еріха Коха, зараз Рівненський краєзнавчий музей, і діяв Макола Кузнєцов

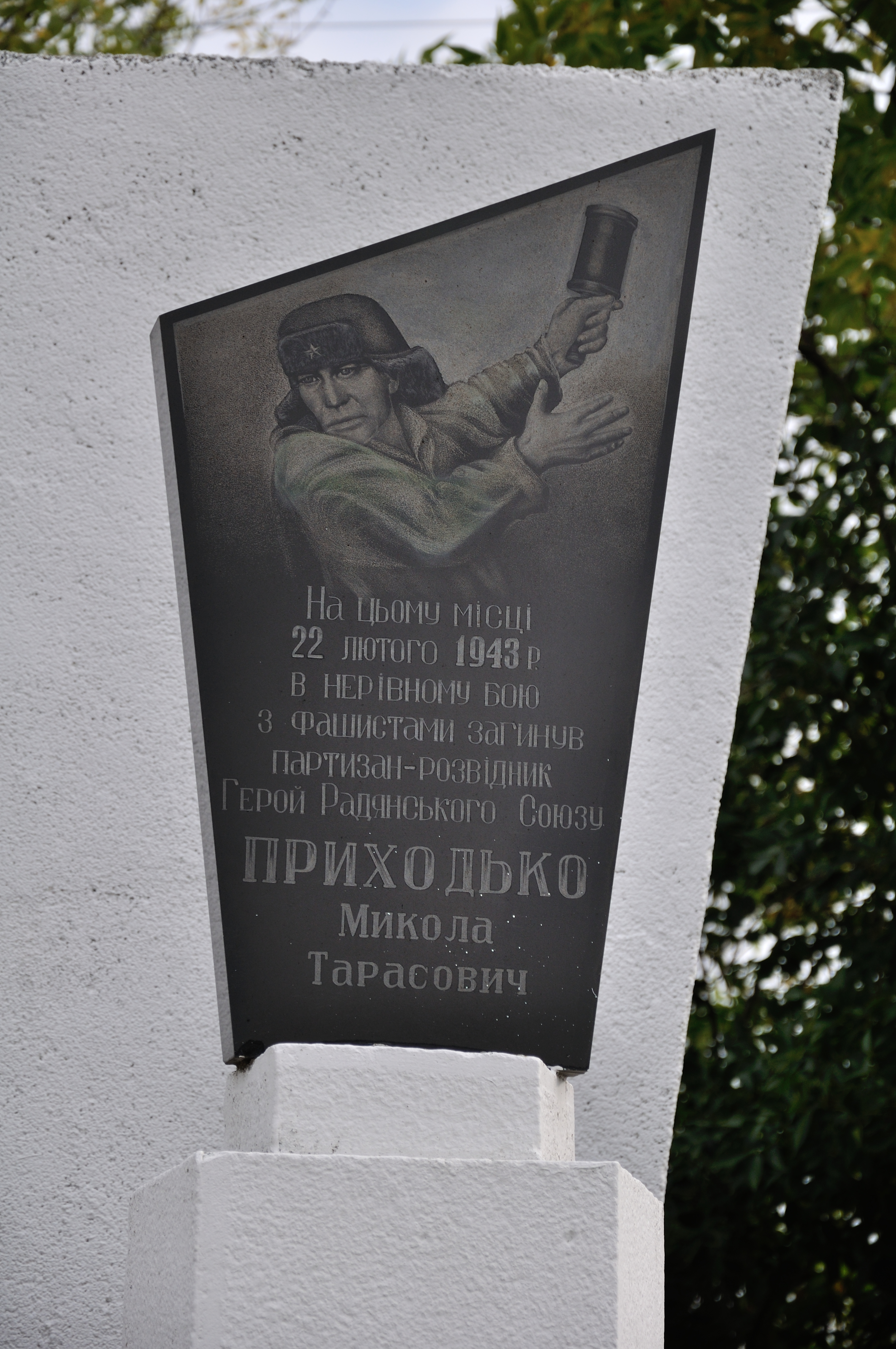
Пам'ятний знак в селі Нова Українка. Новоукраїнці кажуть, що до 1960х тут була могила Приходька. Проте, це не сходиться із твердженням, що гітлерівці забрали тіло диверсанта у м. Рівне для впізнання. Тоді навіщо було везти його для поховання назад до Нової Українки?

За офіційною версією, описаною Мєдвєдєвим в книгах, надалі продубльованою в літературі і фільмах, ця подія виглядала так. 21 лютого 1943 року Микола привіз чергове повідомлення від Кузнєцова. Відпочив, і вранці 22 лютого з цінним пакетом для того ж Кузнєцова відбув в сторону Рівного. З села Козлин їхав кінною підводою, де в сіні мав чималий запас зброї, у тому числі гранат. При виїзді на шосе Тучин-Рівне між селами Осада Краховецька і Забороль  був зупинений патрулем фельджандармів і поліцаїв. Перевірили документи, що були в нормі. Але один патрульний  вирішив перевірити, що міститься  у підводі під сіном. Приходько, випередивши ворогів, вихопив автомат і відкрив вогонь. Зав’язався швидкоплинний бій. Поранений в ліве плече Микола чимдуж погнав коней по шосе в напрямку Великого Житина. Але назустріч їхала вантажівка з жандармами, які зчинили відповідну стрілянину .
Поранений вдруге, Микола зістрибнув у кювет. Розгорівся нерівний бій. Тяжко поранений Приходько мужньо відстрілювався, доки вистачало сил. Далі знищив документи, а останню кулю залишив для себе .
Дмитро Мєдвєдєв, не маючи інформації до з’ясування всіх обставин загибелі Миколи Приходька, виходив з найгіршого: пакет потрапив до рук гітлерівців. Окрім цього, вороги, які забрали тіло загиблого до Рівного, могли впізнати Приходька як місцевого мешканця, що  загрожувало арештами його брату Івану, решті  родини, підпільникам Рівного й Здолбунова, в налагодженні роботи яких Микола брав участь. Однак, з’ясувати особу героя гітлерівцям не вдалося, хоча вони й доклали зусиль, оголосили значну винагороду .
Указом Президії Верховної Ради СРСР  від 26 грудня 1943 року Миколі Тарасовичу Приходьку “за героический подвиг, проявленный при выполнении боевых заданий в тылу немецко-фашистских захватчиков” присвоєно звання Героя Радянського Союзу (посмертно).

## Вшанування пам'яті і декомунізація
- Лише на початку 1960-х йшлося про ексгумацію та перепоховання тіла партизана. Відомі фотознімки про ексгумацію тіла Миколи у 1960-х роках, але невідомо, де і хто її проводив. Тоді ж відбулося перепоховання решток на Алеї Героїв Радянського Союзу на цвинтарі по вулиці Паризької Комуни (нині — Дубенській) у Рівному.
- У 1964 році на Привокзальній площі Здолбунова відбулися урочистості з нагоди відкриття пам’ятника Герою Радянського Союзу Приходьку Миколі Тарасовичу
- Постановою від 23 березня 1967 року за № 174 Рада Міністрів УРСР присвоїла Здолбунівській середній загальноосвітній трудовій політехнічній школі № 1 ім’я Героя Радянського Союзу Миколи Приходька
- 1967 року в урочищі Лопатень було створено Музей партизанської слави[12].
- Іменем Миколи Приходька було названо вулицю в м. Рівному. В ході декомунізації ця вулиця увійшла до списку до перейменування. Ось як коментується подання до перейменування:

|  | вул. Миколи Приходька Приходько Микола Тарасович Працював у радянських органах державної безпеки – НКГБ, елемент міфу Великої вітчизняної війни (13 квітня 1920, Здолбунів — 22 лютого 1943 року, поблизу с. Великий Житин Рівненського району) Підпільник, псевдо «Павленко», боєць опергрупи НКГБ «Победители», яка вела бої з частинами Української повстанської армії та влаштовувала провокації проти Організації українських націоналістів. Взимку 1943 р. загинув в районі с. Великий Житин у сутичці з гітлерівцями. Указом Президії Верховної Ради СРСР від 26 грудня 1943 року М. Приходьку присвоєно звання Героя Радянського Союзу (посмертно)... |

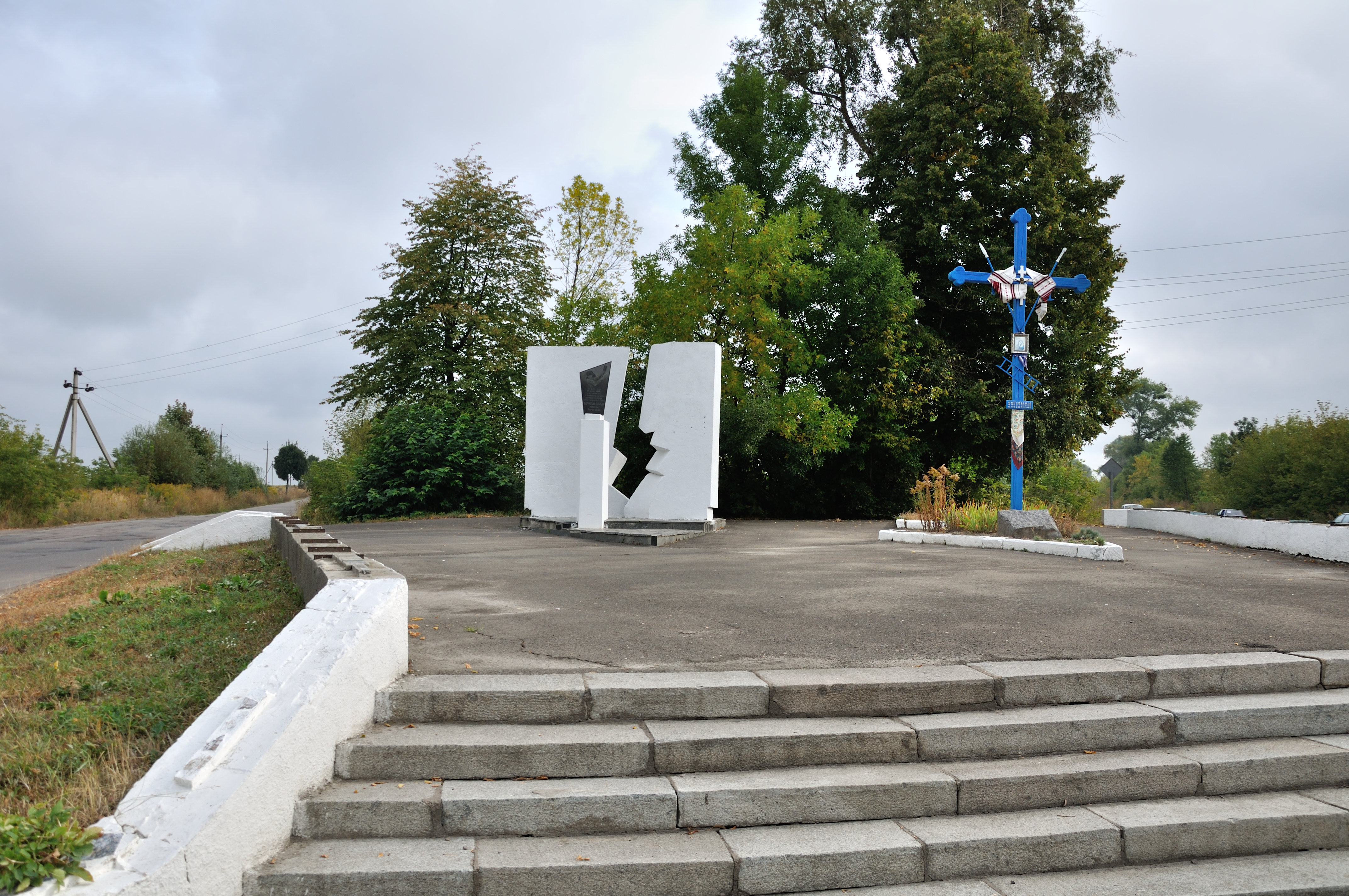
Тут до 1990-х років був бронзовий пам'ятник. В буремні 1990-ті комусь конче потрібна була бронза. Лишилася лише стела-постамент
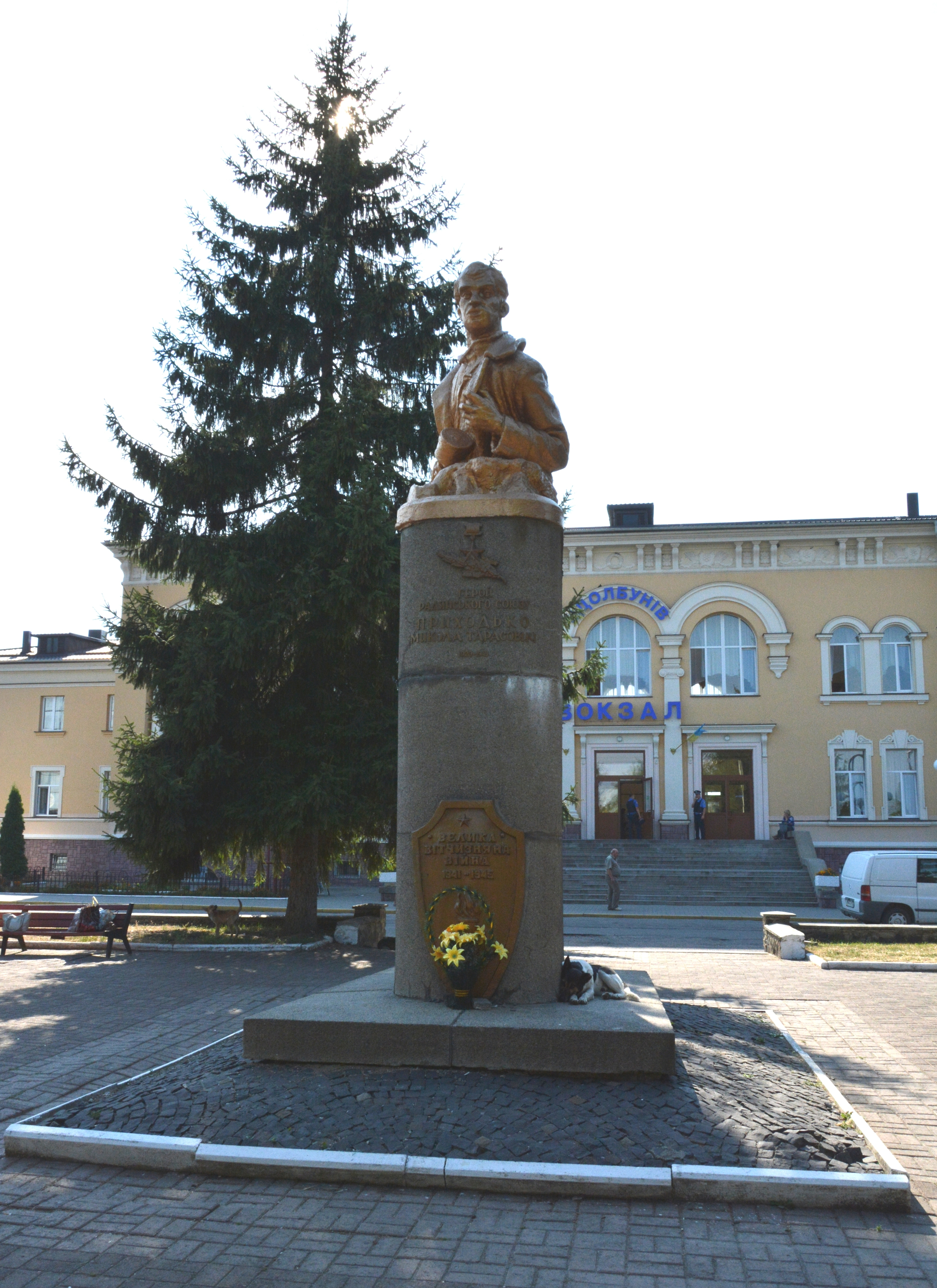
Пам'ятник Миколі Приходьку біля вокзалу станції Здолбунів